# Roland Wilson
Roland Wilson   (26 de juny de 1951) és un cantant britànic i director d'orquestra amb seu a Alemanya.
Roland Wilson originalment va estudiar trompeta al Royal College of Music, de Londres, a continuació, s'especialitza en la corneta barroca. Després de traslladar-se a Alemanya, va treballar com a solista per a altres conjunts, per exemple al costat del company cornetista Bruce Dickey, a l'enregistrament de març de 1985 de l'Heinrich Schütz Opus Ultimum amb el "Hilliard Ensemble" i "Knabenchor Hannover" per a EMI.
El 1976 va fundar "Musica Fiata", un conjunt especialitzat en música barroca de vent. Primeres gravacions importants de musica FIATA donaven suport "Kammerchor Stuttgart" duta a terme per Frieder Bernius a Heinrich Schütz Symphoniae Sacrae III, els oratori Nadal i Resurrecció i Psalmen Davids, i de Monteverdi Vespres de la beata Verge; a partir 1989-1991, Wilson van ampliar "Musica Fiata" per incloure "La Capella Ducale", un cor. "Musica Fiata" ha enregistrat per a DHM, Sony Vivarte, Glissando i CPO.
Wilson no és l'únic cornetista que ha fundat el seu propi conjunt; Jean Tubéry dirigeix La Fenice, Arno Paduch dirigeix el "Johann Rosenmüller Ensemble", Bruce Dickey i el trombonista Charles Toet dirigeixen el "Concerto Palatino".
Wilson parla regularment en simposis i escriu sobre la construcció d'instruments de vent primerencs, la pràctica d'interpretació i el to històric.

## Enregistraments destacats
- Johann Schelle: Actus Musicus auf Wey-Nachten Gundula Anders (soprano), Andreas Scholl (alt), Wilfried Jochens (tenor), Harry van der Kamp (baix). Música Fiata, Roland Wilson. DHM.